# Chronologie de la France pendant la Première Guerre mondiale
Pour des articles plus généraux, voir Chronologie de la France et Chronologie de la Première Guerre mondiale.

## 1914

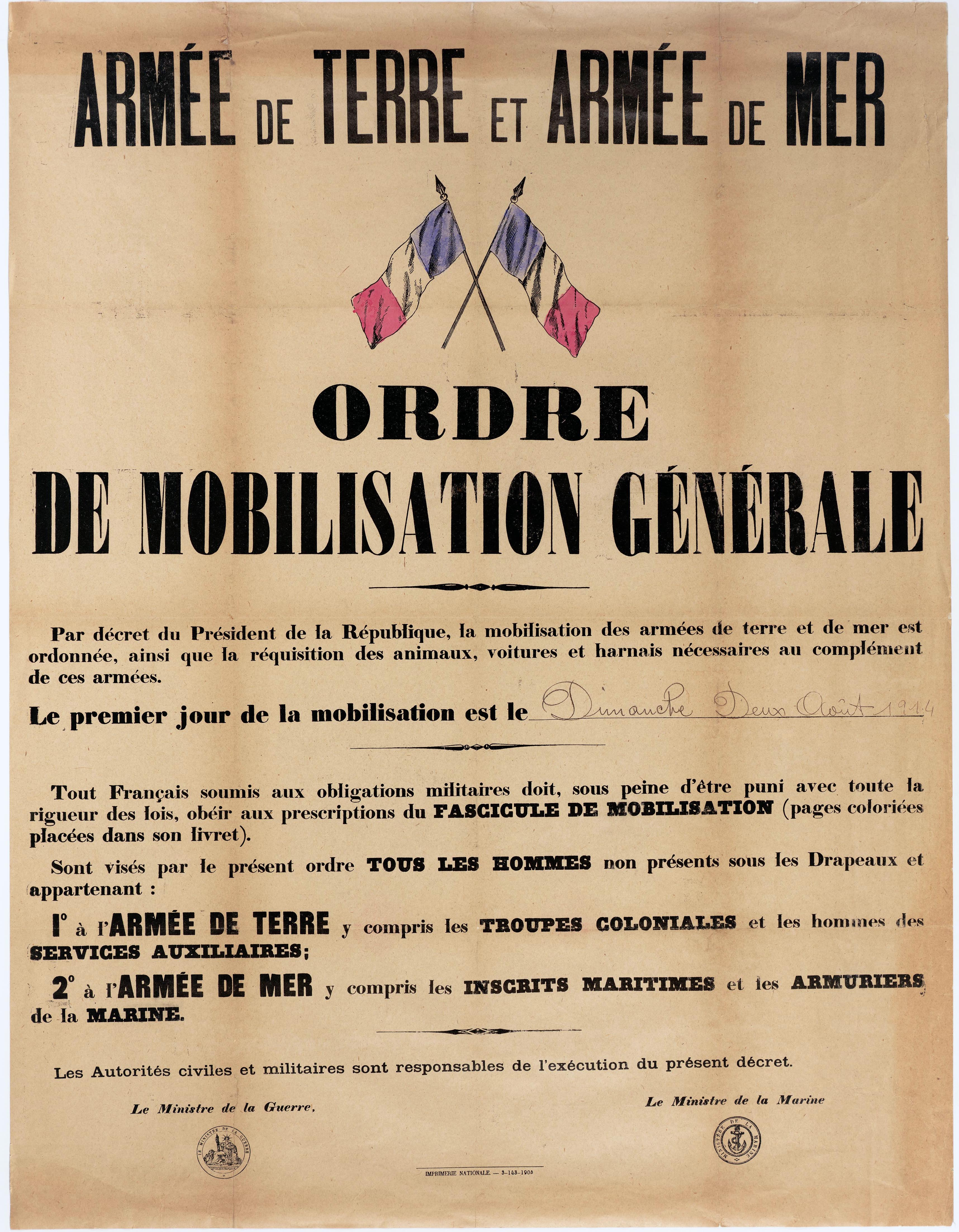
Affiche “ordre de mobilisation générale”, 1er août Archives Nationales AE-II-3598

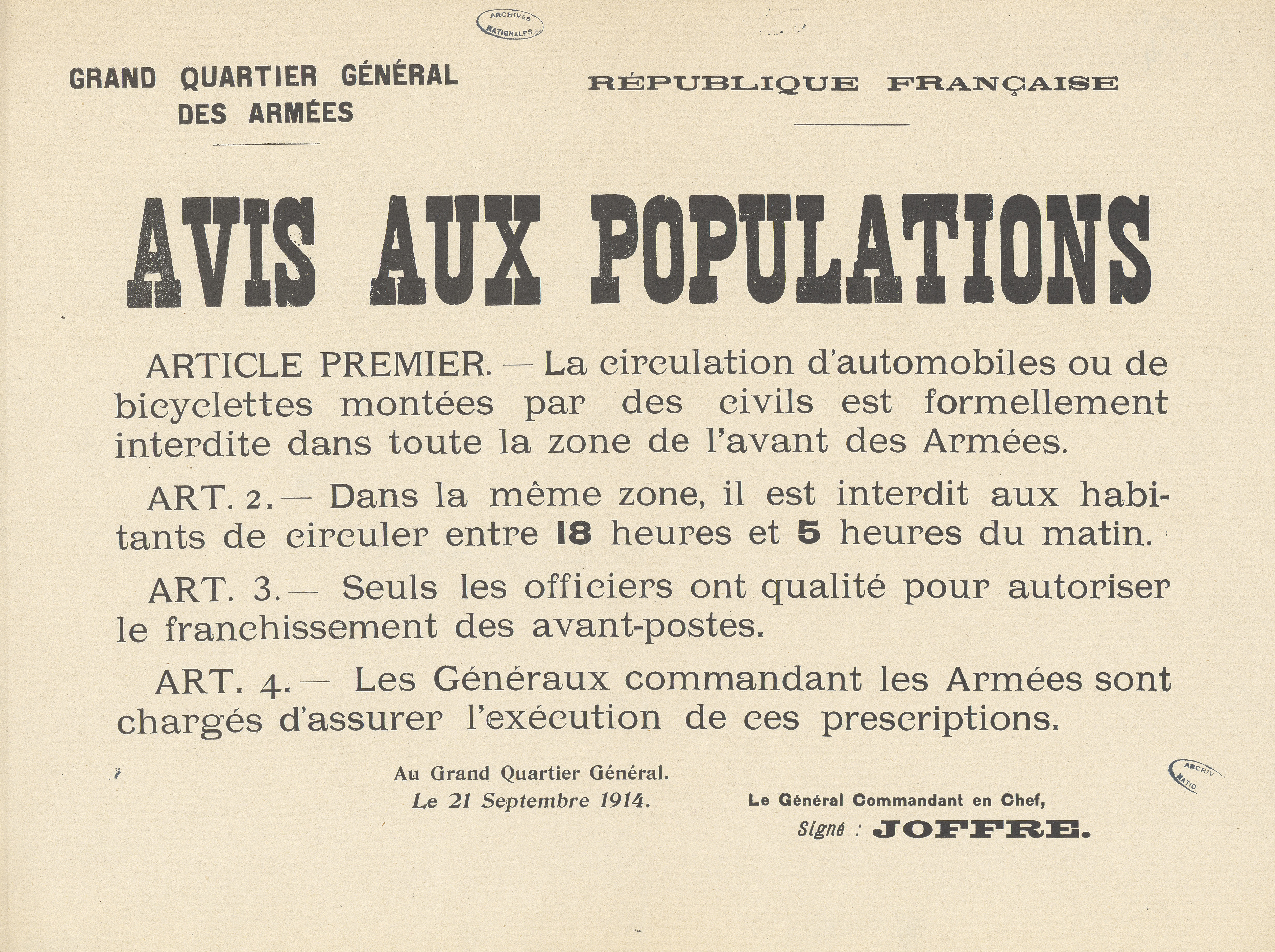
Restrictions de circulation (couvre-feu, franchissement des avant-postes), 21 septembre. Archives Nationales

- 28 juin : assassinat de l'archiduc François-Ferdinand, héritier de l'empire Austro-Hongrois, par un nationaliste serbe. Ce fut l'événement déclencheur de la Première Guerre mondiale.
- 28 juillet : soutenue par l'Allemagne, l'Autriche-Hongrie déclare une guerre « préventive » à la Serbie.
- 29 juillet : en dehors de la concertation prévue par les accords militaires franco-russes, la Russie déclare la mobilisation partielle contre l’Autriche-Hongrie.
- 30 juillet : la Russie (alliée de la France) décrète la mobilisation générale.
- 31 juillet : assassinat du dirigeant socialiste Jean Jaurès. Ultimatum allemand à la France.
- 1er août : la France décrète la mobilisation générale. Ordre de mobilisation générale en Allemagne qui déclare la guerre à la Russie.
- 2 août : Mobilisation générale en France. L’armée allemande envahit le Grand-Duché du Luxembourg qui malgré l'intrusion continue d'afficher une politique de stricte neutralité.
- 3 août : l'Allemagne déclare la guerre à la France.
- 4 août : l'armée allemande envahit la Belgique pour contourner l'armée française.
- 11 août : la France déclare la guerre à l’Autriche-Hongrie, suivie par l’Angleterre le 13.
- 25 août-9 septembre : Bataille du col de la Chipotte
- 26 août : remaniement du gouvernement, « l'Union sacrée ».
- Août-septembre : retraite française sur tout le front, défaites dans la bataille des frontières.
- 2 septembre : le gouvernement se réfugie à Bordeaux.
- 6-12 septembre : contre-offensive française victorieuse, bataille de la Marne.
- 16-17 septembre : Infiltration d'un commando allemand Infiltration d'un commando allemand en Normandie.
- Septembre-novembre : « course à la mer », le front s'étend vers l'ouest.
- 5 octobre : 1er combat aérien de l'histoire à Jonchery-sur-Vesle[1],[2],[3] entre le biplan Voisin III du lieutenant Joseph Frantz et du caporal Louis Quénault de l'Escadrille VB24 qui abattent un Aviatik B.II de l'oberleutnant Fritz von Zangen et du sergent Wilhelm Schlichting de la FFA 18.
- 1er novembre : la Turquie entre en guerre du côté des Empires centraux.
- Novembre : stabilisation du front de la mer du Nord à la Suisse, début de la guerre de tranchée.
- Décembre : le gouvernement et le Parlement regagnent Paris.

## 1915
- 14 février : début de l'opération franco-britannique aux Dardanelles (échec le 18 mars).
- février-mars : offensive française en Champagne.
- 17 au 20 février : Combats aux Éparges.
- 17 et 27 mars : Combats aux Éparges.
- 5 au 9 avril : Combats aux Éparges.
- 9 mai-25 juin : Offensive française en Artois.
- 17 juin : Compte-tenu du nombre très important de blessures à la tête, il est décidé d'équiper les soldats d'un casque, le casque Adrian.
- 7 juillet : Première conférence interalliée à Chantilly où sont examinées les offensives sur le front de l’Ouest, le front italien et en Serbie.
- 18 juillet : Premières permissions de six jours accordées par roulement à tous les combattants français.
- septembre-octobre : offensive française en Champagne et Artois.
- 6 octobre : débarquement franco-britannique à Salonique en Grèce.
- 29 octobre : démission du gouvernement Viviani. Formation du gouvernement Aristide Briand le 30 octobre.
- 25 novembre : lancement par l'État du premier emprunt de la Défense nationale.Attestation emprunt de la défense nationale

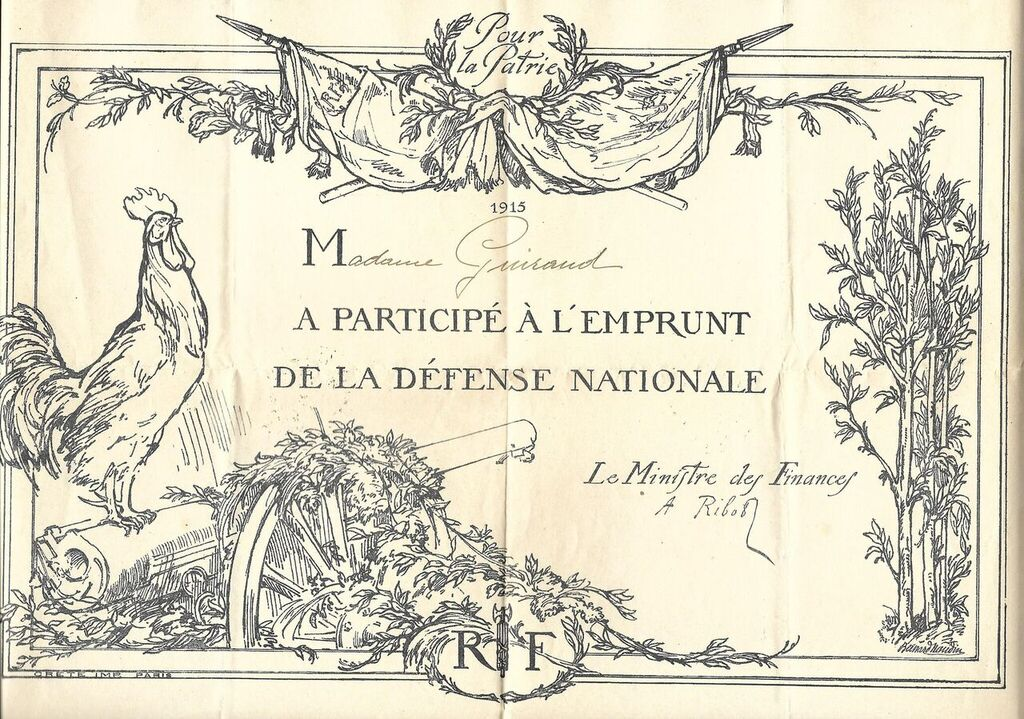
Attestation emprunt de la défense nationale

- 2 décembre : le général Joseph Joffre est nommé commandant en chef des armées françaises.
- 6-8 décembre : conférence interalliée de Chantilly, adoption du principe des offensives simultanées.

## 1916

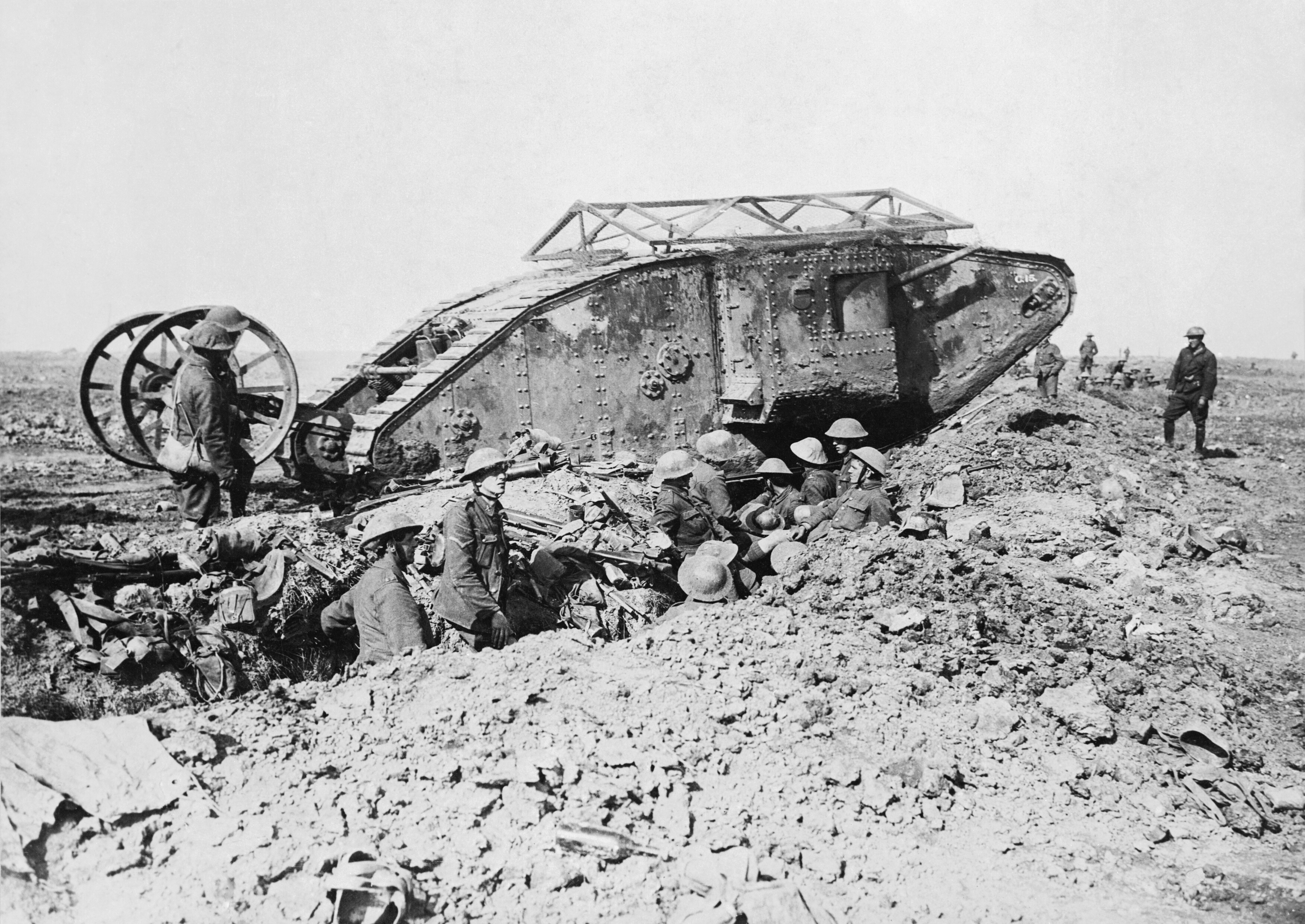
Char britannique Mark I.

- 21 février : début de l'offensive allemande à Verdun (jusqu'en juin 1916).
- 14 juin : Instauration de l'heure d'été pour réaliser des économies d'éclairage[4].
- Juillet-octobre : Offensive franco-britannique sur la Somme.
- 15 septembre : Les premiers chars d'assaut alliés apparaissent. Ils interviennent avec succès dans la bataille de la Somme. Ils aident à prendre Courcelette, Martinpuich, le bois des Fourcaux, le village de Flers avec 4 000 prisonniers.
- Octobre : lancement par l'État du deuxième emprunt de la Défense nationale.
- 1er octobre : Retour à l'heure normale[4].
- 12 décembre : le général Robert Nivelle remplace le général Joffre à la tête des armées françaises.
- 13 décembre : remaniement du gouvernement Briand.

## 1917
- 1er février : l'Allemagne déclare la guerre sous-marine à outrance.
- 17 mars : démission du gouvernement Briand. Formation du gouvernement Alexandre Ribot le 20 mars.
- 24 mars : Passage à l'heure d'été pour réaliser des économies d'éclairage[4].
- 2 avril : Après que 4 autres bateaux américains aient été encore coulés par l'Allemagne, Le président des États-Unis Woodrow Wilson demande au Congrès américain de leur déclarer la guerre.
- 4 avril : Le Congrès américain vote la déclaration de guerre des États-Unis contre l'Allemagne.
- 4 avril - 12 avril : Bataille de Sapigneul
- 6 avril : Les États-Unis entrent en guerre aux côtés des Alliés.
- 16 avril : offensive française sur le Chemin des Dames.
- 3 mai : Le corps expéditionnaire américain est constitué.
- 15 mai : le général Philippe Pétain remplace le général Nivelle à la tête des armées françaises.
- Mai-juin : mutineries dans l'armée française et grandes grèves ouvrières.
- 28 juin : débarquement de la première division américaine en France.
- Début juillet : Les soldats du corps expéditionnaire russe en France se mutinent. La mutinerie sera écrasée dans le sang.
- 11 septembre : Dernière mission de Georges Guynemer qui disparait à 22 ans
- 12 septembre : formation du gouvernement Paul Painlevé, fin de « l'Union sacrée ».
- 19 septembre : les derniers mutins russes de La Courtine se rendent.
- 7 octobre : Retour à l'heure normale[4].
- 24 octobre : Après plus de 6 mois de combats au Chemin des Dames, les Français repoussent les Allemands à la Malmaison.
- 16 novembre : formation du gouvernement Georges Clemenceau après le renversement du gouvernement Painlevé.
- Novembre : lancement par l'État du troisième emprunt de la Défense nationale.

## 1918

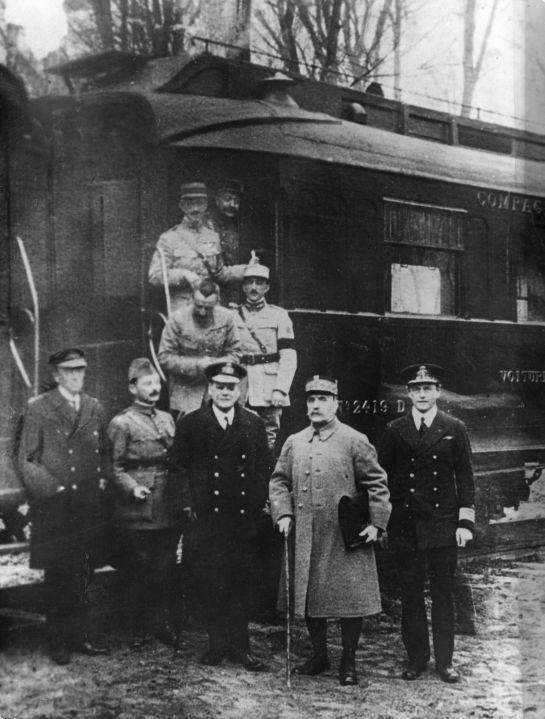
Cette photographie a été prise après la signature de l'armistice à la sortie du « wagon de l'Armistice » du train d'État-Major du maréchal Ferdinand Foch (deuxième à partir de la droite).

- 3 mars : traité de Brest-Litovsk entre la Russie et l'Allemagne, la Russie se retire de la guerre.
- 9 mars : Passage à l'heure d'été[4].
- 21 mars-5 avril : offensive allemande sur la Somme.
- 26 mars : À la conférence de Doullens, le général Foch est nommé commandant-en-chef du front de l'Ouest, avec le titre de généralissime.
- mars-mai : importants mouvements de grèves dans les usines d'armement.
- 3 avril : les pouvoirs de Foch sont étendus à la direction stratégique des opérations militaires[6].
- 9 avril-1er mai : offensive allemande en Flandres.
- 14 mai : Foch reçoit le titre de commandant en chef des armées alliées en France[6].
- 27 mai-5 juin : offensive allemande sur le Chemin des dames.
- 15 juillet : offensive allemande en Champagne.
- 18 juillet : contre-offensive française, deuxième bataille de la Marne.
- 8 août : offensive alliée en Picardie.
- Septembre : offensive générale des Alliés, recul allemand.
- Octobre : lancement par l'État du quatrième emprunt de la Défense nationale (emprunt de la victoire).
- Octobre-novembre : grave épidémie de grippe espagnole.
- 6 octobre : Retour à l'heure normale[4].
- 9 novembre : révolution en Allemagne, abdication de l'empereur Guillaume II.
- 11 novembre signature de l'armistice à Rethondes, fin de la Première Guerre mondiale.